# یواس‌اس کالیپسو (اس‌پی-۶۳۲)
یواس‌اس کالیپسو (اس‌پی-۶۳۲) (به انگلیسی: USS Calypso (SP-632)) یک کشتی بود که طول آن ۵۴ فوت (۱۶ متر) بود. این کشتی در سال ۱۹۰۹ ساخته شد.